# 1403 Ідельсонія
1403 Ідельсонія (1403 Idelsonia) — астероїд головного поясу, відкритий 13 серпня 1936 року.
Тіссеранів параметр щодо Юпітера — 3,275.